# Jakob Zibol
Jakob Zibol (auch Ziboll) (* vor 1348; † 3. März 1414 in Basel) war ein Schweizer Kaufmann, Politiker und Gründer des Klosters St. Margarethental in Basel.

## Familie
Jakob war ein Sohn des Kaufmanns Johan Zibol (weitere Daten unbekannt). Aus der Zeit Jakobs 1. Ehe (keine Daten bekannt) entstammt der Sohn Burkhard (* vor 1375; † 1433). 1398 schloss Jakob seine 2. Ehe mit Verena Sevogel.

## Werdegang
Jakob vermehrte das väterliche Erbe durch Darlehens- und Pfandgeschäfte, was ihm einerseits ermöglichte, verschiedene Herrschaftsrechte in der Region Basel aufzukaufen. So konnte er gegen Ende des 14. Jahrhunderts den Schalerhof am Rheinsprung im Grossbasel erwerben. Das Gebäude wurde zum Familiensitz der Zibols. Weiter war es ihm möglich für die Errichtung einer Kartause 1401 den bischöflichen Hof im Kleinbasel an den Kartäuserorden zu stiften.
In seiner Vaterstadt bekleidete er wichtige Ämter. Er sass zwischen 1368 und 1380 als Vertreter der Zunft zum Schlüssel, dann als Achtburger im Rat, war zwischen 1375 und 1402 mehrfach Oberstzunftmeister und 1388 Bürgermeister.
1408-1409 Siebner, 1396 Pfandherr der Burgen von Wartenberg mit dem Dorf Muttenz, 1404 Pfandherr von Schenkenberg, 1405 Pfandherr der Festung Rheinfelden.
Zudem wurde er mit Gesandtschaften an den Oberrhein und ins Reich betraut. Seine Laufbahn endete abrupt im österreichisch-baslerischen Krieg von 1409, als Zibol wegen Verrats inhaftiert, seiner Ämter entsetzt und mit der enormen Busse von 12‘000 Gulden belegt wurde. Dies führte zum Zerwürfnis mit seiner Familie.